# 헌법위원회 (핀란드)

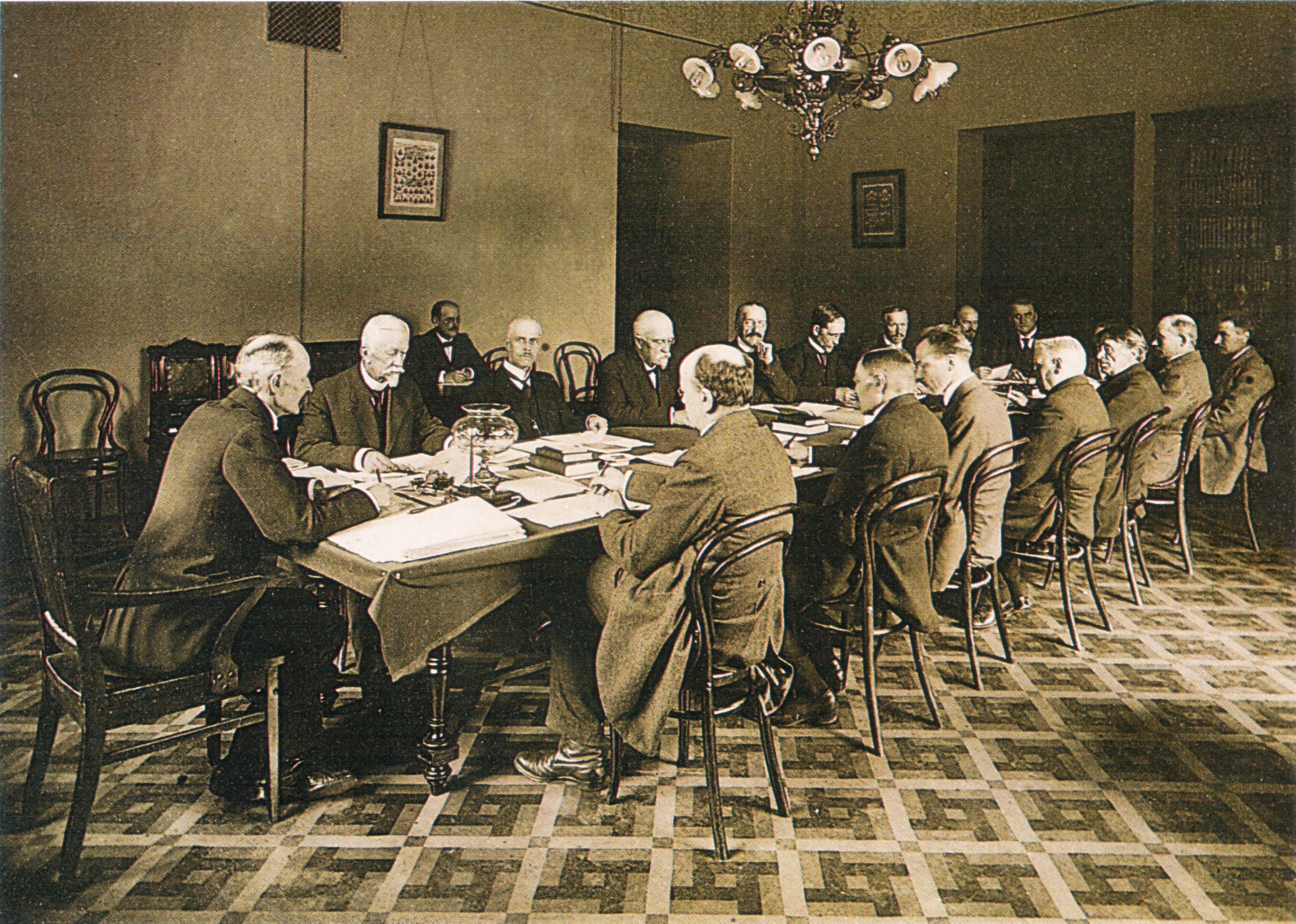
1918년 신분원 건물에서 진행된 헌법위원회 회동. 왼쪽 끝이 카를로 유호 스톨베리 위원장, 시계방향으로 라베 악셀 브레데 아프 엘리매, 에른스트 에스틀란데르, 게오르그 구스타프 로센크비스트, 아르투르 올리베르 부오리마, 산테리 알키오, 안티 유틸라이넨, 유호 페카 코코, 에로 에르코, 테클라 훌틴(가려서 안 보임), 페카 페나넨, 엘리아스 투키아, 빌헬미 말미바라, 발데마르 베르그로트, 온니 란타살로, 유호 에르키 안틸라, 라우리 잉그만. 탁자에 끼지 못하고 따로 앉아 있는 사람은 서기관인 햘마르 카흘레인.

헌법위원회(핀란드어: Perustuslakivaliokunta; PeV 페루스투슬라키발리오쿤타; 페에베[*])는 핀란드 의회 산하 위원회 중 하나다. 헌법 및 헌법과 밀접한 관련이 있는 다른 입법에 관한 사무를 담당한다.  헌법재판소가 없는 핀란드에서 그 역할을 대신하고 있다.
헌법위원회는 어떤 법안이 상정되었을 때 그 법안이 현행 핀란드 헌법에 비추어 합헌적인지, 또 핀란드가 조인한 국제인권조약들에 합치하는지 여부를 검사한다. 헌법위원회는 사정감독원장과 의회 옴부즈만을 통해 정부의 활동보고를 감사한다. 또한 의회 옴부즈만 및 옴부즈만보 후보자를 평가한다.
헌법위원회는 위원 17인, 부위원 9인으로 이루어지며 1주일에 4회 회동한다. 헌법위원회는 1906년 개헌 때 해산될 수 없는 영구위원회로 규정되었다.
| 역대 위원장           | 역대 위원장 | 역대 위원장   | 역대 위원장   |
| 위원장                | 정당        | 정당          | 임기          |
| --------------------- | ----------- | ------------- | ------------- |
| 에밀 네스토르 세탤래  |             | 청년 핀란드당 | 1907년–1909년 |
| 카를로 유호 스톨베리  |             | 청년 핀란드당 |               |
| 요나스 카스트렌       |             | 청년 핀란드당 | 1909년–1910년 |
| 위리외 매켈린         |             | 사회민주당    |               |
| 레오 메켈린           |             | 스웨덴인당    | 1910년        |
| 라베 브레데           |             | 스웨덴인당    | 1911년–1912년 |
| 카를 쇠데르홀름       |             | 스웨덴인당    | 1912년–1913년 |
| 레오 메켈린           |             | 스웨덴인당    | 1913–1914     |
| 라우리 잉그만         |             | 청년 핀란드당 | 1914년–1917년 |
| 카를로 유호 스톨베리  |             | 국민진보당    | 1917년–1918년 |
| 라베 브레데           |             | 스웨덴인당    | 1918년–1919년 |
| 헤이키 리타부오리     |             | 국민진보당    | 1919년        |
| 하네스 뤼외매         |             | 사회민주당    | 1919년        |
| 산테리 알키오         |             | 농업동맹      | 1919년–1920년 |
| 파보 비르쿠넨         |             | 국민연합당    | 1921년        |
| 에밀 네스토르 세탤래  |             | 국민연합당    | 1921년–1922년 |
| 유호 휘뵈넨           |             | 농업동맹      | 1922년–1924년 |
| 에밀 네스토르 세탤래  |             | 국민연합당    | 1924년–1926년 |
| 요하네스 펠토넨       |             | 국민연합당    | 1926년–1927년 |
| 위리외 푸하카         |             | 국민연합당    | 1927년–1928년 |
| 에르키 쿠오카넨       |             | 국민연합당    | 1929년–1930년 |
| 안티 툴렌헤이모       |             | 국민연합당    | 1930년        |
| 오스카리 레흐토넨     |             | 국민연합당    | 1930년–1933년 |
| 에로 뤼드만           |             | 국민진보당    | 1933년–1936년 |
| 오스카리 레흐토넨     |             | 국민연합당    | 1936년–1941년 |
| 우르호 케코넨         |             | 농업동맹      | 1940년        |
| 오스카리 레흐토넨     |             | 국민연합당    | 1940년–1941년 |
| 토이보 호렐리         |             | 국민연합당    | 1941년        |
| 안티 하크첼           |             | 국민연합당    | 1941년–1944년 |
| 오스카리 레흐토넨     |             | 국민연합당    | 1944년–1945년 |
| 아르비 아흐마바라     |             | 국민연합당    | 1945년–1954년 |
| 닐로 혼칼라           |             | 국민연합당    | 1954년        |
| 패이비외 헤테매키     |             | 국민연합당    | 1954년–1958년 |
| 오스카리 레흐토넨     |             | 국민연합당    | 1958년–1962년 |
| 에르키 툴리           |             | 국민연합당    | 1962년–1966년 |
| 유소 해이키외         |             | 국민연합당    | 1966년–1979년 |
| 에르키 퓌스튀넨       |             | 국민연합당    | 1979년–1983년 |
| 페카 뢰위튀니에미     |             | 국민연합당    | 1983년–1985년 |
| 벤 취스코비츠         |             | 국민연합당    | 1985년–1993년 |
| 사울리 니니스퇴       |             | 국민연합당    | 1993년–1995년 |
| 카리 해캐미에스       |             | 국민연합당    | 1995년–1996년 |
| 빌레 이탤래           |             | 국민연합당    | 1996년–2000년 |
| 파울라 코코넨         |             | 국민연합당    | 2000년–2003년 |
| 벤 취스코비츠         |             | 국민연합당    | 2003년        |
| 키모 사시             |             | 국민연합당    | 2003년–2007년 |
| 얀 바파부오리         |             | 국민연합당    | 2007년        |
| 키모 사시             |             | 국민연합당    | 2007년–2011년 |
| 요하나 오얄라니에멜래 |             | 사회민주당    | 2011년        |
| 요하네스 코스키넨     |             | 사회민주당    | 2011년–2015년 |
| 아니카 라핀티에       |             | 좌파동맹      | 2015년-현임   |